# Bielkowo (powiat stargardzki)
Bielkowo (niem. Belkow) – wieś owalnica w Polsce położona w województwie zachodniopomorskim, w powiecie stargardzkim, w gminie Kobylanka.

## Położenie
Wieś położona jest 2,5 km na południe od Kobylanki (siedziby gminy) i 13 km na zachód od Stargardu (siedziby powiatu). Przez wieś przebiega droga wojewódzka nr 120.

## Nazwa
Miejscowość jest pierwszy raz wzmiankowana w XII wieku pod nazwą Niznaw, Neznaue, o genezie słowiańskiej i charakterze dzierżawczym, co do której funkcjonują dwie hipotezy etymologicznej:
- pierwotna nazwa miała formę *Nieznawuj, a więc była to nazwa równa nazwie osobowej Nieznawuj[5],
- pierwotna nazwa miała formę *Nieznaw z sufiksem *jь (jak Wrocław) i powstała w wyniku skrócenia wcześniejszej nazwy *Nieznawoj[6].

Od 1226 poświadczona jest oboczna słowiańska nazwa dzierżawcza Belcow, która z czasem stała się nazwą główną. Jest utworzona przez dodanie do pomorskiego odpowiednika nazwy osobowej Biał(e)k formantu -ow-, i rekonstruuje się ją jako *Bělъkov-. Nazwa niemiecka jest adaptacją fonetyczną pierwotnej nazwy słowiańskiej. [l] ‹l› w miejsce spodziewanego [w] ‹ł› w nazwie współczesnej wynika z błędnej rekonstrukcji, natomiast zmiękczające [ʲɛ] ‹ie› w miejsce ogólnopolskiego [ʲa] zachowuje poświadczony w najstaszych źródłach zachodniopomorski archaizm fonetyczny – w lokalnych gwarach działanie przegłosu lechickiego często nie obejmowało pierwotnej psł. samogłoski *e.

## Historia
W średniowieczu wieś stanowiła własność klasztoru w Kołbaczu. Po wprowadzeniu reformacji, od 1537 r. znalazła się w domenie książęcej. Początki parafii sięgają 1276 r.

W 1945 we wsi osiedlili się Polacy z Sąsiadowic na Kresach. Przybycie repatriantów opisał jeden z nich w swoich wspomnieniach:
Dnia 13 lipca 1946 roku opuściliśmy naszą rodzinną wioskę Sąsiadowice. Był to ostatni transport rejestrowany na stacji kolejowej w Głębokiej. Tym transportem jechało wówczas 80 rodzin. Jechaliśmy tydzień czasu, około 20 lipca byliśmy w Gryfinie skąd wyruszono za poszukiwaniem gospodarstw, dojechano do wsi Belków obecnie Bielkowo. W następnym dniu około 45 rodzin wprowadziło się do Bielkowa.
Repatrianci przywieźli ze sobą charakterystyczne dania kresowe, w tym hołubcie bielkowskie.
W latach 1975–1998 miejscowość należała administracyjnie do województwa szczecińskiego.

## Zabytki i obiekty
Budynek kościoła pochodzi z XV wieku, w XIX wieku gruntownie go przebudowano nadając mu cechy neogotyckie, ostatnia przebudowa w 1980 r., wieża nakryta barokowym hełmem. Cmentarz poewangelicki, otoczony murem z bramkami z XV wieku, przebudowanymi w I połowie XX wieku. Wyjątkowo dobrze zachowana zabudowa wsi z XIX i początku XX wieku, szczególnie dawny dom sołtysa, który nosi cechy XIX-wiecznego dworu.
W miejscowości stacjonuje 102 Batalion Ochrony podległy Brygadzie Wsparcia Dowodzenia Wielonarodowego Korpusu Północno-Wschodniego.